# Ratna Pathak Shah
Ratna Pathak (Bombay, 18 de marzo de 1957) es una actriz y directora de cine india, reconocida por su trabajo en teatro, televisión y en películas de Bollywood. Su numeroso trabajo en el teatro incluye participación en obras en idioma inglés e hindi. Alcanzó popularidad cuando actuó en la reconocida serie de televisión Idhar Udhar en la década de 1980.
Sin embargo, la interpretación más recordad de Pathak es la de Maya Sarabhai en la aclamada serie de televisión Sarabhai vs Sarabhai. También interpretó papeles de reparto en películas como Jaane Tu Ya Jaane Na (2008), Golmaal 3 (2010), Ek Main Aur Ekk Tu (2012), Khoobsurat (2014) y Kapoor and Sons (2016), además de la aclamada comedia negra Lipstick Under My Burkha (2017), actuación por la que fue nominada a un premio Filmfare por mejor actriz de reparto. Se casó con el actor de cine y teatro Naseeruddin Shah en 1982.

## Filmografía

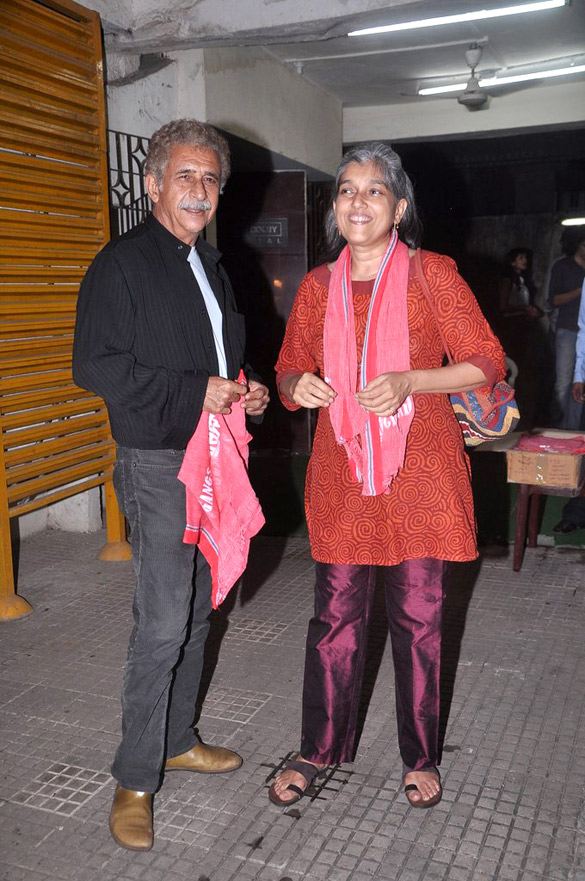
Ratna Pathak y su esposo Naseeruddin Shah, 2012.

### Cine
| Año  | Película                 | Rol                    | Idioma |
| ---- | ------------------------ | ---------------------- | ------ |
| 1983 | Mandi                    | Malti                  | Hindi  |
| 1983 | Calor y polvo            | Ritu                   | Inglés |
| 1987 | Mirch Masala             | Trabajadora en fábrica | Hindi  |
| 1988 | The Perfect Murder       | Pratima Ghote          | Inglés |
| 1995 | Mr. Ahmed                | Amma                   | Inglés |
| 2002 | Encounter: The Killing   | Sudhakar Rao           | Hindi  |
| 2005 | Paheli                   | Voz                    | Hindi  |
| 2006 | Yun Hota Toh Kya Hota    | Tara                   | Hindi  |
| 2008 | Jaane Tu Ya Jaane Na     | Savitri Rathore        | Hindi  |
| 2009 | Aladin                   | Marjina                | Hindi  |
| 2010 | Golmaal 3                | Geeta                  | Hindi  |
| 2011 | The Coffin Maker         | Isabella               | Inglés |
| 2012 | Ek Main Aur Ekk Tu       | Señora Kapoor          | Hindi  |
| 2014 | Khoobsurat               | Nirmala Devi Rathore   | Hindi  |
| 2016 | Kapoor & Sons            | Sunita Kapoor          | Hindi  |
| 2016 | Nil Battey Sannata       | Dra. Deewan            | Hindi  |
| 2017 | Lipstick Under My Burkha | Usha/Bua-ji            | Hindi  |
| 2017 | Mubarakan                | Jeeto                  | Hindi  |
| 2018 | Love Per Square Foot     | Blossom D'souza        | Hindi  |